# Cnaeus Papirius Carbo (consul en -85)
Pour les articles homonymes, voir Papirius Carbo et Carbon.
Cnaeus Papirius Carbo, appelé aussi en français Papirius Carbon (? – 82 av. J.-C.), trois fois consul de la République romaine, est un des plus fervents partisans de Marius et du parti des populares.

## Biographie
Étant préteur, il rendit l’Édit carbonien, relatif aux mineurs à qui l'on contestait la qualité de fils légitime et le droit d'hériter : cet édit leur assure la propriété sous caution et reporte la décision à leur majorité.
En 86 av. J.-C., L. Cornelius Cinna, détient le pouvoir à la suite du décès de Marius. Il nomme Carbon consul pour l’année 85 av. J.-C. sans procéder à des élections, et de nouveau pour 84 av. J.-C. Tandis que le calme règne à Rome même, tous deux se préparent à la guerre contre l’armée de Sylla, alors occupée en Orient à combattre Mithridate VI. La mobilisation des troupes en Italie n’est pas facile, car Sylla est resté populaire, et une partie des citoyens mobilisés se refuse à la guerre civile. Cinna est tué dans une émeute de soldats provoquée par la brutalité de ses licteurs. Les tribuns de la plèbe somment Carbon d’organiser l’élection d’un consul remplaçant, mais des augures défavorables font reporter l’élection, circonstance qui permet à Carbon de rester consul unique, ce qui est illégal.
Carbon se montre maladroit vis-à-vis des cités italiennes, en exigeant, contre l’avis du Sénat, qu’elles lui livrent des otages, pour garantir qu’elles ne se rallieront pas à Sylla à son retour en Italie. Il opère lui-même cette sinistre collecte dans plusieurs cités, se heurtant parfois à un refus catégorique.
Sylla et son armée de retour d'Orient débarquent en Italie en 83 av. J.-C., et la guerre civile commence. Carbon est consul pour la troisième fois en 82 av. J.-C. avec Caius Marius, le fils de Marius, quoique celui-ci n’ait pas l’âge requis pour le consulat. Tenu en échec à Ariminum par le jeune Pompée, il affronte Sylla à Clusium en Étrurie dans une bataille indécise. Quoique sa position ne soit pas désespérée, il abandonne ses troupes pour gagner l’Afrique, annonçant qu’il va y préparer des positions de repli en cas de défaite des marianistes.
Sylla victorieux en Italie le place en tête de liste de ses proscriptions, mettant sa tête à prix pour 48 000 sesterces.
Carbon fut capturé dans l’île de Pantelleria entre la Sicile et l’Afrique, chargé de chaînes et envoyé en Sicile, où Pompée le fit exécuter et envoya sa tête à Sylla. Selon l’historien Valère Maxime, Carbon se comporta lâchement lors de son exécution :
« Cn. Carbon est aussi un grand sujet de honte pour notre histoire. Il fut pris en Sicile, pendant son troisième consulat. Comme on le conduisait au supplice par ordre de Pompée, il demanda aux soldats, avec d'humbles prières et des larmes, la permission d'aller satisfaire un besoin avant de mourir. C'était pour prolonger de quelques instants la jouissance d'une vie si misérable ; et il se fit à tel point attendre qu'on lui coupa la tête dans la position et dans l'endroit dégoûtant où il se trouvait. ».
Ultérieurement, les adversaires de Pompée lui reprochèrent d’avoir traité ignominieusement un consul en exercice, son aîné, alors qu’il n’était qu’un jeune propréteur.